# Takamitsu Ota
Takamitsu Ota (太田 貴光 Ota Takamitsu?), född 19 juli 1970 i Shizuoka prefektur, är en japansk före detta fotbollsspelare.
Ota började sin karriär 1989 i Fujitsu. Efter Fujitsu spelade han för Toyota Motors, Shimizu S-Pulse, Consadole Sapporo och Jatco TT. Han avslutade karriären 2001.